# Lemoine Batson
Lemoine Henry Batson (ur. 6 sierpnia 1898 w Eau Claire, zm. 30 stycznia 1991 w Hinsdale) – amerykański skoczek narciarski.

## Życiorys
Był synem Georga H. Batsona i Alice Mitchell. Absolwent Lacrosse State Teachers College.
Wyczynowo skoki narciarskie uprawiał od 1917. Był członkiem amerykańskiej kadry na igrzyska w 1924. Zajął wówczas 14. miejsce. W 1929 uzyskał 183 stopy na skoczni w Westby, bijąc jej rekord. W 1932 ponownie został zgłoszony do zawodów olimpijskich, ale ostatecznie nie wystartował.
W trakcie kariery reprezentował kluby Sioux Valley Ski Club i Norge Ski Club.
W latach 1939–1940 pełnił funkcję pierwszego prezesa Central United States Ski Association. Po zakończeniu kariery był nauczycielem wychowania fizycznego w Morton East High School w Chicago. 
Przed śmiercią mieszkał w domu opieki Chateau Village w Willowbrook. Zmarł 30 stycznia 1991 w Hinsdale Hospital. Pogrzeb odbył się 4 lutego 1991 w Hinsdale.

## Życie prywatne
Był żonaty z Alice Wohlk. Miał z nią córkę Barbarę (ur. 1933).

## Wyróżnienia
W 1969 przyjęty do U.S. National Ski and Snowboard Hall of Fame. W 1988 został przyjęty do Eau Clair Ski Club Hall of Fame.